# Font de Vilanova
La font de Vilanova és una font del poble de Rivert, de l'antic terme de Toralla i Serradell, pertanyent a l'actual municipi de Conca de Dalt, al Pallars Jussà.
És a 840 msnm., a llevant del Serrat de Vilanova, pertanyent a la Serra de Cavall. És a prop i al nord-est de la Masia de Vilanova, a la dreta del barranc de Vilanova i al nord-est dels Camps de la Masia.